# Florian Völker
Florian Völker (* 6. Mai 1991 in Merseburg) ist ein deutscher ehemaliger Volleyballspieler und -trainer und heutiger Geschäftsführer von Schwarz-Weiss Erfurt.

## Karriere
Völker begann seine Karriere beim USV Halle. Von 2005 bis 2007 spielte er beim VC Leipzig. Anschließend wurde er drei Jahre lang beim Nachwuchsteam VC Olympia Berlin ausgebildet. Nachdem er zuvor als Mittelblocker und Diagonalangreifer gespielt hatte, wechselte er nun zum Zuspiel. 2011 verpflichtete der Bundesligist Chemie Volley Mitteldeutschland den Junioren-Nationalspieler, wo er bis 2015 zuletzt auch als Kapitän aktiv war.
Nach dem Ende seiner aktiven Karriere war Völker als Volleyballtrainer tätig. In der Saison 2016/17 war er Headcoach der zweiten Frauenmannschaft des Köpenicker SC in der 2. Bundesliga. In den beiden Spielzeiten 2017/18 und 2018/19 trainierte Völker die Zweitliga-Frauen vom VC Printus Offenburg. In beiden Saisons holte er mit seiner Mannschaft die Meisterschaft, jedoch beantragte der Verein keine Erstligalizenz.
2019/20 war Völker Trainer des Erstligisten Schwarz-Weiss Erfurt. Danach wechselte er zum Ligakonkurrenten Rote Raben Vilsbiburg.
Im Sommer 2023 beendete er seine Trainer-Laufbahn und wurde Geschäftsführer des Erfurter Volleyballteams von Schwarz-Weiss Erfurt.